# Banská Belá
Banská Belá este o comună slovacă, aflată în districtul Banská Štiavnica din regiunea Banská Bystrica. Localitatea se află la altitudinea de 469 m deasupra n.m., se întinde pe o suprafață de 21,08 km2 și în 2017 număra 1.171 de locuitori.

## Istoric
Localitatea Banská Belá este atestată documentar din 1228.

## Demografie
| An:                | 1994 | 2004   | 2014   | 2024   |
| ------------------ | ---- | ------ | ------ | ------ |
| Număr de persoane: | 1258 | 1234   | 1208   | 1154   |
| Diferență:         |      | −1,90% | −2,10% | −4,47% |

| An:                | 2023 | 2024   |
| ------------------ | ---- | ------ |
| Număr de persoane: | 1159 | 1154   |
| Diferență:         |      | −0,43% |